# کری رید
 کری رید (انگلیسی: Kerry Reid؛ زاده ۷ اوت ۱۹۴۷) یک تنیس‌باز اهل استرالیا است.